# Plague Inc.
 (novembre 2016).
Si vous disposez d'ouvrages ou d'articles de référence ou si vous connaissez des sites web de qualité traitant du thème abordé ici, merci de compléter l'article en donnant les références utiles à sa vérifiabilité et en les liant à la section « Notes et références ».
Plague Inc. est un jeu vidéo de simulation apocalyptique et de stratégie en temps réel développé par Ndemic Creations, inspiré des jeux flash Pandemic (2009) et Pandemic 2.
Le jeu est disponible sur iOS, Android, Windows Phone, Nintendo Switch et Windows.

## Système de jeu
Le but du jeu est de collecter des points d'ADN de manière à faire évoluer un agent infectieux (bactérie, virus, parasite, etc.) dans le but d'éradiquer l'espèce humaine. Pour ce faire, il faut l'améliorer dans un arbre de compétences, différent pour chaque type d'agent.
L'interface du jeu se décline en trois parties :
- Carte du Monde : elle permet de constater en direct l'évolution de l'infection ainsi que le nombre de points d'ADN et de l'avancée du remède
- Écran du Monde : il permet de connaitre le nombre de personnes infectées et mortes par pays ainsi que l'avancée du remède
- Écran de l'épidémie : il permet d'améliorer la transmission, les symptômes et les capacités de l'agent infectieux

Chaque infection a son propre style de jeu, ses propres caractéristiques, et plusieurs modes de difficulté allant de régulier (facile) au célèbre mode Méga Brutal (très difficile) permettront au joueur de jouer pendant plus de 50 heures sans jamais avoir à répéter la même partie.
Le gameplay s'étoffe avec ledit remède, qui commencera à être développé dans le pays où la maladie sera découverte. Une stratégie s'impose alors car le remède, une fois arrivé à son terme, guérira tous les infectés de la planète en quelques jours.
En novembre 2020, en plein contexte de pandémie mondiale de Covid-19, un mode « Remède » fait son apparition, dont le principe est cette fois de stopper une pandémie en déployant des mesures pour endiguer l'infection.

## Accueil
En juin 2016, le jeu avait été téléchargé plus de 25 millions de fois. En septembre 2017, c'est la barre des 100 millions qui était franchie.
Il a été finaliste dans la catégorie « Meilleur jeu de stratégie globale » du site web IGN en 2012. De plus, il s'agit du 15e jeu payant le plus téléchargé sur iPhone aux États-Unis en 2012 et le 5e en 2013[réf. nécessaire].
En janvier 2020, dans le contexte de la pandémie de Covid-19, le jeu connaît un nouveau pic de téléchargements. En février, le gouvernement chinois décide d'interdire le jeu.

## Plague Inc: Evolved
Plague Inc: Evolved est disponible sur Xbox One en 2015, puis sur Windows, macOS, Linux et PlayStation 4 en 2016, ainsi que sur Nintendo Switch le 2 août 2019. Plague Inc: Evolved est une version entièrement refaite du jeu, proposant un certain nombre de nouvelles fonctionnalités (notamment le mode multijoueur). Cette nouvelle version a une communauté active et continue d'être mise à jour.
Plague Inc: Evolved est disponible en téléchargement payant sur Steam, sur le Xbox Live Arcade, le Nintendo eShop et le PlayStation Store.